# Antoine Marfan
Bernard-Jean Antoine Marfan (Castelnaudary, 23 giugno 1858 – Parigi, 11 febbraio 1942) è stato un pediatra francese.

## Biografia
Insegnò igiene e pediatria alla Sorbona oltre a svolgere l'attività di medico ospedaliero. Da lui prende il nome la sindrome di Marfan, descritta per la prima volta nel 1896 in una bambina, Gabrielle P. di 5 anni, con severa scoliosi e altri segni osteoarticolari tipici della malattia - anche se una rivalutazione alla luce delle conoscenze attuali farebbe propendere per una sindrome di Beals, viste le molteplici contratture congenite presentate della paziente. Conosciuta anche come aracnodattilia (ma ora si considera l'aracnodattilia un semplice segno che può anche caratterizzare altre sindromi) per via della lunghezza e forma affusolata delle dita, specialmente quelle delle mani (letteralmente dita di ragno), la sindrome di Marfan determina l'allungamento e l'assottigliamento degli arti (mani e piedi in particolare) oltre ad altri disturbi anche cardiovascolari potenzialmente molto gravi, le cui cause sono attribuibili a difetti del collagene proprio del tessuto connettivale dei vasi sanguigni.